# Паланики
Паланики (укр. Паланики) — село в Комарновской городской общине Львовского района Львовской области Украины.
Население по переписи 2001 года составляло 23 человека. Занимает площадь 1,9 км². Почтовый индекс — 81574. Телефонный код — 3231.